# DESIRE/BABY!BABY!BABY!
『DESIRE/BABY!BABY!BABY!』（ディザイア / ベイビー ベイビー ベイビー）は、2011年6月22日にリリースされた20枚目の加藤ミリヤの両A面シングル。ソニー・ミュージックレコーズよりリリースされた。

## 背景
2010年頃から、加藤とレーベルとのあいだでの制作ミーティングの中でたびたびベスト盤リリースの話題が議題に上ることが多くなった。一方加藤は、将来的にはキャリアを総括するベスト盤をリリースして世間の自身への反応を確かめたいという意向を持っていたものの、「この一年以内に起きることではない、今ではない」とリリースに消極的な立場をとっていた。2010年から2011年にかけて、加藤は5作目のスタジオ・アルバム『HEAVEN』（2010年）を受けてのコンサート・ツアー“ETERNAL HEAVEN” TOUR 2010-2011を敢行した。ツアーの日程が終盤に差し掛かった頃、加藤のなかで心境が変化し、「ベストを出してもいいかな」という方向に傾いていった。その後、加藤は2011年3月にシングルとしてリリースされることになる楽曲「勇者たち」を制作。この楽曲は加藤の中で「すごくいい曲ができた!」という感情とともに自らのキャリアの中で「最高傑作と呼べる1曲」と自負できる程の完成度であった。この楽曲が完成し、またこの楽曲を制作することができたという思いが加藤の中でベスト盤リリースを決定づける動機となった。加藤は『M BEST』と名付けたベスト盤に向け、まず「勇者たち」を2011年3月にシングル・リリース。次のシングルは2011年6月のリリースを目指し制作された。当初、シングル候補には6月という日本における雨季梅雨時期のリリースを意識して制作されたR&Bソング「RAINBOW」があがっていたものの、「RAINBOW」には「勇者たち」をソング・ライティングしたときのような感覚がないという加藤自身の違和感からボツにされ、新しく別の楽曲として一から曲が書きなおされることとなった。その後、新たに制作されたこの「DESIRE」がシングルとして選ばれ、収録が決まった。元の候補曲「RAINBOW」は手直しされ、後にリリースされたベスト・アルバム『M BEST』に新録曲として収録されている。加藤は6月にリリース計画が立てられたシングルを両A面シングルとしてリリースすることにし、更に1曲目をリリース時期を考慮し"サマーソング"とし、もう1曲についてはサンプリングを用いた楽曲の収録を計画した。

## 解説

### 解説（DESIRE）
「DESIRE」は、サマー・ソングに分類され、また4つ打ちのビートを用いたダンス・ミュージックの楽曲構成である。歌詞は「夏の恋」をテーマに描かれ、季節の情景描写とそこから高まる感情というその2つのリンクに重点を置いて書かれている。「DESIRE」は音楽評論家から肯定的評価を得ており、評論家は加藤のボーカル・パフォーマンスや歌詞について言及した。楽曲は日本のフィジカル、ダウンロード両チャートにてチャート入りしており、前者では最高位13位、後者では26位を記録している。

### 解説（BABY!BABY!BABY!）

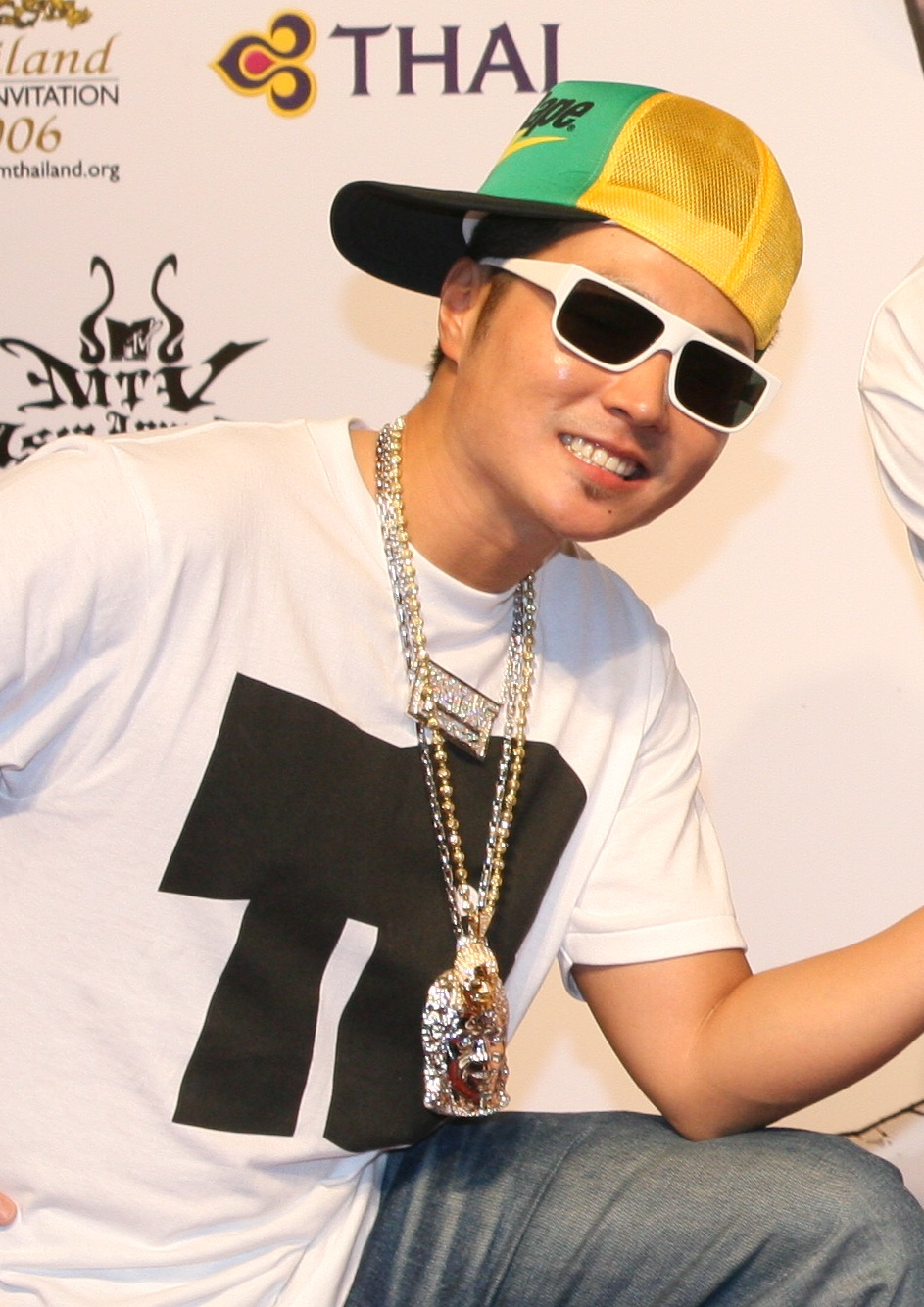
プロデューサー集団KOZMを主宰するVERBAL（写真）。VERVALは「BABY!BABY!BABY!」の楽曲制作にも影響を与えた。KOZMはこの楽曲のトラック制作を行っている。

「BABY!BABY!BABY!」は、エレクトロやダンス・ミュージックの要素を持つ楽曲であり、またザ・ブルーハーツの「リンダリンダ」がサンプリングされている。加藤はサンプリングの使用許可を得るためにドラムンベースでアレンジをした楽曲のデモ音源を制作。その音源を元にブルーハーツ側に申請、許諾を得た。歌詞は「リンダリンダ」の世界観を踏襲しており、加藤は"私は私"というメッセージ性とともに"人生は死ぬまで自分を探す旅"という楽曲に与えたテーマを前向きに歌っている。
同楽曲は音楽評論家に受け入れられ、批評家の一人は楽曲の音楽性を近代的と評価した。この楽曲は日本のフィジカル、ダウンロードチャート双方でトップ20ヒットを記録している。フィジカルでは、日本のオリコンシングルチャートでは最高位13位を記録。一方、デジタルではRIAJ有料音楽配信チャートにて最高位10位を記録した。付随する楽曲のミュージック・ビデオではmoochoが監督を務め、加藤は楽曲の歌詞にある"羽"並びに"FLY"とリンクした羽を身につけている。

「BABY!BABY!BABY!」はロックの影響を受けた、エレクトロやダンス・ミュージックの要素を持つ楽曲である。楽曲は加藤とVERBAL主宰のプロデューサー集団KOZMのMajor Dudeによって制作されている。楽曲の構成時間は3分と43秒となっている。この楽曲はザ・ブルーハーツの「リンダリンダ」がサンプリングされており、ドラムンベースでアレンジされている。歌詞は「リンダリンダ」の世界観を踏襲して書かれていった。 加藤は歌詞のインスピレーションである「リンダリンダ」と「BABY!BABY!BABY!」の関連性について、エキサイト・ミュージックに対し次のように語っている：
『「リンダリンダ」ってすごく楽しい曲というか明るい印象があるけど、明るい中に何か深いメッセージが込められているっていうことを思うと、この曲もそういう方向性にしたいなって思ったんです。要は自分をずっと探しているっていうか。人生っていうものは、一生、死ぬまで自分を探す旅なんじゃないかっていうことをポジティブに歌っている曲なんです。』
エキサイト・ミュージックは、この楽曲の歌詞を"自分の向上心着火ソング"と呼んでいる。また、同サイトは両A面シングルの片割れ「DESIRE」とこの楽曲には、共通して"FLY"という単語が出てきている点を指摘している。加藤によれば、"羽根があれば飛べるのに/僕はただの僕だ"の部分は「何かに憧れたりしても、結局は私は私。」という意味が込められているという。

## 構成

### 構成（DESIRE）
「DESIRE」は、4つ打ちのビートを用いた"アッパーな"ダンス・ミュージックの要素を持つ楽曲である。楽曲制作は加藤とTomokazu"T.O.M"Matsuzawaの手により行われており、楽曲の全構成時間は6分36秒となっている。エキサイトミュージックとのインタビューにおいて、加藤は4つ打ちを用いた理由について次のように語っている：
『（リリースが）夏っていうところが大きいんですよ。季節を感じる曲で、すごいパワフルで、今っていう瞬間を楽しんでいるようなメッセージにしたいなって考えた時に、こういう音になったというか。すっごい単純な話で、やっぱ夏になったらアガる曲を聴きたい！みたいな。季節と音楽ってすごく密接な関係にあるような気がするんですよ。ホント、そういう理由ですね。』
コーラスでは"夏の風を追って / 太陽掴みたいの / 君といつまでも居たいよ / WOW YOU'RE DESIRE /熱い体もっと / 虜にしたいの OH OH OH 終わらない夏を / (DESIRE)"と歌われている。楽曲の歌詞は「夏の恋」を描いたものとなっており、タイトルの「DESIRE」のとおり、詞は"欲求を抑えられないひと夏の恋"をテーマに書かれている。加藤は夏という季節の明るい、楽しいというイメージの中に、「この人ともっと一緒にいたい」と願う切なさや憂い、「こうだったらいいのに」、「こうなったらいいのに」といった感情が垣間見えるようなバランスを目指して詞を書いていったという。これらの点について、彼女はレコチョクに対し次のように語っている：『夏という季節に恋が激しく駆け抜けていく情景が眼に浮かぶように、夏の情景描写と高まる感情がリンクするように歌詞を書きました。』「サマーソング」という定番のテーマに挑んだ点についても難しさを感じたと語っている。

### 構成（BABY!BABY!BABY!）
加藤は2011年6月にリリース計画が立てられていたシングルを両A面シングルとしてリリースすることにし、更に1曲目をリリース時期を考慮し"サマーソング"とし、もう1曲についてはサンプリングを用いた楽曲を収録することを計画した。この楽曲は、『HEAVEN』（2010年）を受けてのコンサート・ツアーの後に制作された。ツアーにおいて、彼女はバンドを従え、特にエレキギターを前面に出した音作りをしていたため、その影響からロックやパンクの要素を持つ楽曲をサンプリングすることを構想した。サンプリングする楽曲の候補曲を出すためのレーベルとのミーティングのなかで、加藤はザ・ブルーハーツの「リンダリンダ」を推した。サンプリングにこの楽曲を選んだ理由について、加藤は次のように語っている：「もともと大好きな曲ではありますが、当時自分自身が音楽に対する自由を強く求めていて、「リンダリンダ」という名曲を聴くと音楽と自由に真っ直ぐに向き合う気持ちをかき立てて貰えるのを強く感じていたので、今是非サンプリングさせてもらいたいと思いました。」候補曲が決まった後、加藤は楽曲のデモを作り、ザ・ブルーハーツ側にサンプリング使用の許可を申請した。申請後無事に使用許可が降りたものの、彼女は当時、絶対に許可が降りないだろうなと思っていたと語っている。加藤は楽曲を制作する上で、「リンダリンダ」とは違う音楽ジャンルに落とし込んでいくことを目標とし、更に"最終的にかっこよくて面白いと思ってもらえる"ことを考えながら制作を進めた。
レーベルとのミーティングを行っていた時期と時を同じくして、加藤はVERBALのソロデビュー・アルバム『VISIONAIR』（2011年）を聴き、アルバムを"凄くカッコいい"、加えて"ミックスがすごい"と感じていた。そのように感じた加藤はアルバムのライナーノーツをみて、KOZMという名前がクレジットされていることに気づいた。KOZMについて何だろうと感じた彼女は、直後VERBALに直接KOZMやミックスを行っている場所について尋ね、更に楽曲制作のためにスタッフを経由してKOZMサイドと連絡をとった。その後、「BABY!BABY!BABY!」のためにKOZMからMajor Dudeがトラック制作で参加している。

## 評価

### 評価（DESIRE）
『CDジャーナル』は楽曲について『夏を駆け抜けるダンサブルなアッパー』とコメントし、加えて『M BEST』のレビューでは『“秘密にしてよ 夏のせいで”という歌詞にドキドキしてしまう、ちょっぴり浮き足立った夏のレジャーにぴったりのダンス・チューン』とコメントしている。ビルボード・ジャパンは、『バラードのイメージが強い彼女が、ダンス･トラックにも持ち前の高いスキルを発揮』とコメントした。『FLOOR』は『M BEST』のレビューの中で楽曲を『エッジーで激しく展開力を持ったサマー・ソング』と呼んだ。更に『その展開をなぞるかのようなミリヤのテクニカルな歌いっぷりは、この7年間であらゆる楽曲をこなしてきたスキルをまんべんなく発揮。』とコメントしている。「DESIRE」は「BABY!BABY!BABY!」と共に2011年6月22日にシングルとしてリリースされた後、発売初週に6,675枚を売り上げ、2011年7月第1週付の日本のオリコンシングルチャートに13位で初登場している。日本レコード協会によるRIAJ有料音楽配信チャートでは、「DESIRE」は2011年06月28日付のチャートにて26位でチャート・デビューしている。

### 評価（BABY!BABY!BABY!）
『WHAT's IN?』のレビュアー川崎直子は「BABY!BABY!BABY!」について、『エレクトロやダンスなどをかけあわせた、爽やかなノリのモダンな音作り』とコメントした。『CDジャーナル』は楽曲について『あのハイ・テンションなコーラスとミリヤ流クール・ビューティ感が意外とマッチしている。』とコメントしている。「BABY!BABY!BABY!」は2011年6月22日にシングルとしてリリースされた後、発売初週に6,675枚を売り上げ、2011年7月第1週付の日本のオリコンシングルチャートに13位で初登場している。日本レコード協会によるRIAJ有料音楽配信チャートでは、「BABY!BABY!BABY!」は2011年6月21日付のチャートに10位で初登場している。

## ミュージック・ビデオ
- 両者ともに同じ監督であり、過去の加藤の作品（「Destiny」、「SENSATION」、「X.O.X.O」）において携わってきたmoochoが務めている[24][25][26]。
- 「BABY!BABY!BABY!」も後に制作され、両曲共にベスト・アルバム『M BEST』の初回生産限定盤DVDに初収録された[27]。

### ミュージック・ビデオ（DESIRE）
- ダンスフロアやコンテナのある埠頭のような場所で加藤とバックダンサー達が踊り続けるという内容である。

### ミュージック・ビデオ（BABY!BABY!BABY!）
- 背中に天使のような羽をつけた加藤がカラフルでポップな部屋のなかでダンスをしたり、歩きまわる場面や、同じ部屋で加藤が飛び跳ねる場面、水晶玉のようなものが敷き詰められたバスタブのなかで加藤が歌う場面など複数の場面で構成されている[独自研究?]。

## ライブ・パフォーマンス

### ライブ・パフォーマンス（DESIRE）
- 「DESIRE」は複数回にわたって実演されている。加藤をフィーチャーした2011年7月30日放映の日本のテレビ番組『MUSIC FAIR』でも「DESIRE」は披露されており、「ディア・ロンリーガール」、「19 Memories」、更に清水翔太とジョイントした「Love Forever」、「BELIEVE」 と共にライブ・パフォーマンスされている[28]。2011年8月21日に国立代々木競技場第一体育館にて開催されたロック・フェスティバル「J-WAVE LIVE 2000＋11 〜Heart to Heart〜」でも楽曲は披露された。このフェスで加藤は7曲をライブ・パフォーマンスし、「DESIRE」は4人のダンサーを従え、1曲目にパフォーマンスされた[29]。『M BEST』のサポートツアー「M BEST TOUR 2011」では、「DESIRE」は公演のオープニング、1曲目に披露されている[要出典]。ツアーにて加藤は、会場のスクリーンに映しだされた宇宙の映像に続くかたちで、男女10人のバックダンサーを従えて登場[要出典]。彼女はスペースソルジャーのような衣装にて、レーザー光線が飛び交う空間でライブ・パフォーマンスを行なっている。エキサイトミュージックはパフォーマンスについて、『会場が一気にヒートアップした』と指摘している[要出典]。また、楽曲についても『4つ打ちのビートで力強く迫り来た』とコメントしている[30]。2011年12月8日の横浜アリーナ公演では、スモーキーでパープルがかったピンク色のビスチェに黒のレングスという格好で「DESIRE」はライブ・パフォーマンスされた[要出典]。EMTG MUSICの武市尚子は同公演について、『ステージと一体化したような会場のその光景は圧巻だった』とパフォーマンスを評価している[31]。また、この日の公演で加藤は1曲目ながら「横浜アリーナー！」とオーディエンスに向かって叫んでおり、観客もその声に応えている。EMTG MUSICの武市はその様子についても『その声を全身で受け、嬉しそうな笑顔を見せた浮ミリヤはとても印象的だった』とコメントしている[31]。

### ライブ・パフォーマンス（BABY!BABY!BABY!）
- 同楽曲は、テレビ番組『MUSIC FAIR』に出演して楽曲を披露しており、ロック・フェスティバル「J-WAVE LIVE 2000＋11 〜Heart to Heart〜」においても披露されている[要出典]。更に加藤は2011年に行われたM BEST TOUR 2011のオープニングでも楽曲のライブ・パフォーマンスを行なっている[要出典]。

## 収録曲
| 全作詞・作曲: Miliyah。 |                           |         |            |      |
| #                       | タイトル                  | 作詞    | 作曲・編曲 | 時間 |
| 1.                      | 「DESIRE」                | Miliyah | Miliyah    | 6:36 |
| 2.                      | 「BABY!BABY!BABY!」       | Miliyah | Miliyah    | 3:43 |
| 3.                      | 「Ain't no other」        | Miliyah | Miliyah    | 3:42 |
| 4.                      | 「DESIRE (Instrumental)」 | Miliyah | Miliyah    | 6:34 |
| 合計時間:               | 合計時間:                 | 20:35   |            |      |

| #  | タイトル                 | 作詞 | 作曲・編曲 | 監督 |
| -- | ------------------------ | ---- | ---------- | ---- |
| 1. | 「勇者たち Music Video」 |      |            |      |

## タイアップ
| 曲名   | タイアップ                                 |
| ------ | ------------------------------------------ |
| DESIRE | テレビ東京系『DANCE@TV』オープニングテーマ |

## 楽曲の収録アルバム
- M BEST (#1#2)